# Bitwa pod Quebekiem (1775)
Bitwa pod Quebekiem – starcie zbrojne, które miało miejsce 31 grudnia 1775 roku podczas amerykańskiej wojny o niepodległość.

## Inwazja na Kanadę
Inwazja na Kanadę w 1775–1776 była pierwszą, i prawdopodobnie jedyną dużą inicjatywą ofensywną Amerykanów podczas amerykańskiej wojny o niepodległość. Po kilku początkowych sukcesach rebeliantów brytyjskie i kanadyjskie siły zbrojne całkowicie pokonały agresorów. Stany Zjednoczone próbowały również później kilkakrotnie zająć Kanadę podczas wojny 1812 roku, jednak i one także doznały niepowodzenia.
10 maja 1775 roku rebelianci zajęli dwa forty angielskie na pograniczu z Kanadą: Fort Ticonderoga i Crow Point. Fort Ticonderoga został wybudowany przez Francuzów (jako „Fort Carillon”) przy strategicznie ważnym przewężeniu jeziora Champlain w roku 1755. Obecnie, obsadzony przez zaledwie 52-osobową załogę, został zajęty podstępem 10 maja 1775 przez 83-osobową grupę Green Mountain Boys – paramilitarnej organizacji osadników z Vermont, pod dowództwem pułkowników Ethana Allena oraz oddziału Benedicta Arnolda. Zdobyto 6 moździerzy, 3 haubice i 78 dział. (Po zdobyciu Ticonderogi przybyły posiłki milicji. Arnold zawładnął statkiem i popłynął w dół jeziora, po czym zdobył kolejny fort – Fort St. John’s. Arnold po tej akcji stał się bohaterem i otrzymał promocję na generała).
Kongres Kontynentalny obawiając się ataku Brytyjczyków od strony Kanady upoważnił generała Philipa Schuylera, dowódca Północnego Działu Armii do wprowadzenia własnych wojsk w celu usunięcia z tej prowincji sił brytyjskich. Schuyler posłał generała Richard Montgomery’ego na północ z siłami inwazyjnymi (ok. 2 000 ludzi). Montgomery szedł przez jezioro Champlain. Generał Waszyngton posyłał poza tym Benedicta Arnolda w kierunku do Quebecu z siłami wsparcia (ok. 1 000 ludzi) od strony Fort Western (Maine).
Siły Montgomery’ego ruszyły na północ i 13 września 1775 zajęły Montreal. Pod koniec roku kontrolowały rzekę Św. Wawrzyńca powyżej od Quebecu i szykowały się do uderzenia na miasto, w którym przebywał gubernator Kanady Guy Carleton. Jednak wysoki poziom wody uniemożliwił to. W międzyczasie gen. Waszyngton tak manewrował swymi armiami, by zablokować przerzut brytyjskich posiłków na północ. 6 listopada generał Arnold przekroczył ze swymi oddziałami Rzekę Świętego Wawrzyńca i 14 listopada wkroczył na Równiny Abrahama, gdzie wezwano garnizon miasta do kapitulacji. Odpowiedzią był ogień z dział, lecz faktycznie dowodzący obroną miasta pułkownik McLean nie powtórzył błędu, jaki stał się przyczyną klęski w tym samym miejscu francuskiego generała Montcalma w czasie wojny siedmioletniej i nie opuścił swych stanowisk, aby stanąć do bitwy. Z drugiej strony Amerykanie bez dział nie mogli pokusić się o zdobycie umocnień. Rozpoczęło się oblężenie. Generał Arnold musiał czekać na posiłki i generała Montgomery’ego. Przybył on z Montrealu 2 grudnia wraz z 300 żołnierzami. Po drodze zdobyto brytyjskie zapasy i zimowe ubrania.

## Bitwa
W celu przyciągnięcia Kanady do rewolucji i zabezpieczenia się przed atakami brytyjskimi z północy amerykańscy dowódcy postanowili zająć miasto, które było trzymane przez niewielki garnizon liczący 100 regularnych żołnierzy brytyjskich pod dowództwem gubernatora Kanady Guya Carletona i pułkownika Allena Macleana. Brytyjczycy byli wspierani przez setki źle uzbrojonej milicji, używającej głównie muszkietów i mającej niewiele bagnetów. Miejskie umocnienia były bronione przez ciężkie działa (razem ok. 1 000 ludzi). Siły amerykańskie były dowodzone przez generałów Benedicta Arnolda i Richarda Montgomery’ego liczyły ok. 1 200 ludzi.
Nie otrzymawszy odpowiedzi na wezwania do bitwy w polu, Arnold zaatakował w nocy z 30 na 31 grudnia 1775 roku, lecz jego oddziały dostały się w silny ogień obrońców i zostały pokonane, wielu ludzi dostało się do niewoli zaś wykonanie powtórnego uderzenia okazało się niemożliwe. Bitwa położyła kres wszelkim nadziejom na wsparcie amerykańskiego buntu przez Kanadę.
Po tym zwycięstwie i po wzmocnieniu sił brytyjskich przez niemieckich najemników – Amerykanie opuścili w końcu maja 1776 Kanadę (w trakcie wycofywania w potyczce zginął nowy dowódca sił amerykańskich – generał Thomas). Już do końca wojny nie zagrozili pozycjom brytyjskim na tym terenie.